# Castelo Hernault
O Castelo Hernault, também denominado Châstel Arnoul, Castel Amaldi ou Castel Yalu, localizava-se ao sul do Reino Latino de Jerusalém, na Terra Santa.

## História
No contexto das Cruzadas, foi erguido em 1133 por determinação do rei Balduíno I, pela população de Jerusalém.
Foi confiado em 1179 (1150, segundo outros autores) à Ordem dos Templários.